# Agyneta
Agyneta Hull, 1911 è un genere di ragni appartenente alla famiglia Linyphiidae.

## Distribuzione
Le ventuno specie oggi note di questo genere sono state reperite in Europa, Asia, America settentrionale e Africa; le due specie dall'areale più esteso sono la A. allosubtilis e la A. olivacea rinvenuta in varie località dell'intera regione olartica.

## Tassonomia
Non è sinonimo anteriore di Meioneta Hull, 1920 (o di Aprolagus Simon, 1929 e Syedrula Simon, 1929, che a loro volta erano considerati sinonimi anteriori di Meioneta) a seguito di un lavoro di Wunderlich (1973b); contra un contemporaneo lavoro di Saaristo (1973b).
Altri autori (fra i quali spicca Tanasevitch in un lavoro del 1988) continuano a ritenere Meioneta Hull, 1920 come sottogenere di Agyneta (contra lavori di Millidge (1977) e di Merrett, Locket & Millidge (1985)), anche se Saaristo & Koponen, nell'ultima pubblicazione al riguardo (1998) non hanno fornito ulteriori elementi di prova della tesi sostenuta.
In questa sede viene considerato Meioneta Hull, 1920 quale genere a sé, tenendo conto anche di recenti nuove specie scoperte.
Dal 2004 non sono stati esaminati esemplari di questo genere.
A dicembre 2012, si compone di 21 specie secondo l'aracnologo Platnick, e di 173 specie secondo l'aracnologo Tanasevitch, che non tiene per valida la costituzione dei generi a sé Meioneta Hull, 1920, Aprolagus Simon, 1929 e Syedrula Simon, 1929, ritenendolo al più un sottogenere di Agyneta:
1. Agyneta allosubtilis Loksa, 1965 — Regione olartica
2. Agyneta arietans (O. P.-Cambridge, 1872) — Germania, Polonia
3. Agyneta breviceps Hippa & Oksala, 1985 — Finlandia
4. Agyneta bueko Wunderlich, 1983 — Nepal
5. Agyneta cauta (O. P.-Cambridge, 1902) — Regione paleartica
6. Agyneta conigera (O. P.-Cambridge, 1863) — Regione paleartica, Congo
7. Agyneta decora (O. P.-Cambridge, 1871) — Regione paleartica
8. Agyneta dynica Saaristo & Koponen, 1998 — Canada
9. Agyneta hedini Paquin & Duperré, 2009 — USA
10. Agyneta jiriensis Wunderlich, 1983 — Nepal
11. Agyneta lila (Dönitz & Strand, 1906) — Giappone
12. Agyneta martensi Tanasevitch, 2006 — Cina
13. Agyneta muriensis Wunderlich, 1983 — Nepal
14. Agyneta olivacea (Emerton, 1882) — Regione olartica
15. Agyneta pakistanica Tanasevitch, 2011 — Pakistan
16. Agyneta ramosa Jackson, 1912 — Regione paleartica
17. Agyneta rugosa Wunderlich, 1992 — Isole Canarie
18. Agyneta subtilis (O. P.-Cambridge, 1863) — Regione paleartica
19. Agyneta suecica Holm, 1950 — Svezia, Finlandia
20. Agyneta trifurcata Hippa & Oksala, 1985 — Finlandia, Russia
21. Agyneta yulungiensis Wunderlich, 1983 — Nepal

### Specie trasferite
1. Agyneta affinisoides Tanasevitch, 1984; trasferita al genere Meioneta Hull, 1920.[1]
2. Agyneta amersaxatilis Saaristo & Koponen, 1998; trasferita al genere Meioneta Hull, 1920.
3. Agyneta birulaioides Wunderlich, 1995; trasferita al genere Meioneta Hull, 1920.
4. Agyneta brusnewi (Kulczyński, 1908); trasferita al genere Meioneta Hull, 1920.
5. Agyneta canariensis Wunderlich, 1987; trasferita al genere Meioneta Hull, 1920.
6. Agyneta laetesiformis Wunderlich, 1976; trasferita al genere Australophantes Tanasevitch, 2012.
7. Agyneta laimonasi Tanasevitch, 2006; trasferita al genere Meioneta Hull, 1920.
8. Agyneta levii Tanasevitch, 1984; trasferita al genere Meioneta Hull, 1920.
9. Agyneta parasaxatilis Marusik, Hippa & Koponen, 1996; trasferita al genere Meioneta Hull, 1920.
10. Agyneta pseudofuscipalpis Wunderlich, 1983; trasferita al genere Meioneta Hull, 1920.
11. Agyneta pseudorurestris Wunderlich, 1980; trasferita al genere Meioneta Hull, 1920.
12. Agyneta pseudosaxatilis Tanasevitch, 1984; trasferita al genere Meioneta Hull, 1920.
13. Agyneta punctata Wunderlich, 1995; trasferita al genere Meioneta Hull, 1920.
14. Agyneta ripariensis Tanasevitch, 1984; trasferita al genere Meioneta Hull, 1920.
15. Agyneta saxatilis (Blackwall, 1844); trasferita al genere Meioneta Hull, 1920.
16. Agyneta serratula Wunderlich, 1995; trasferita al genere Meioneta Hull, 1920.
17. Agyneta sheffordiana Dupérré & Paquin, 2007; trasferita al genere Meioneta Hull, 1920.
18. Agyneta simplicitarsis (Simon, 1884); trasferita al genere Meioneta Hull, 1920.
19. Agyneta tibialis Tanasevitch, 2005; trasferita al genere Meioneta Hull, 1920.
20. Agyneta uzbekistanica Tanasevitch, 1984; trasferita al genere Meioneta Hull, 1920.
21. Agyneta vera Wunderlich, 1976; trasferita al genere Meioneta Hull, 1920.

### Sinonimi
- Agyneta angustata (Westring, 1874); trasferita dal genere Erigone e posta in sinonimia con A. conigera (O. P.-Cambridge, 1863), a seguito di un lavoro di Kronestedt del 2000[1].
- Agyneta passiva (O. P.-Cambridge, 1906); rimossa dalla sinonimia con A. cauta (O. P.-Cambridge, 1902) e poi riconosciuta sinonima di A. decora (O. P.-Cambridge, 1871), a seguito di uno studio degli aracnologi Hippa & Oksala del 1985[1].